# Gastos hormiga
Se denomina gastos hormiga a aquellos pequeños consumos no necesarios que realiza una persona o un grupo familiar que en principio no parecen afectar significativamente sus finanzas, pero luego tienen una incidencia económica importante.

## Descripción
Los gastos hormiga son pequeños gastos superfluos que no atienden necesidades fundamentales de la vida cotidiana. Por lo general se trata de pequeñas sumas de dinero que son desembolsadas a diario y que inciden negativamente en el presupuesto personal o familiar. En definitiva estos gastos se convierten en pérdidas de dinero a las que inicialmente no se les presta atención pero que, acumuladas, dañan el presupuesto y aumentan el endeudamiento.
Los gastos hormiga pueden incluir un café a media tarde, unas golosinas, un cigarrillo, pero especialmente, las compras impulsivas, así como las comisiones que se pagan por operaciones con tarjeta bancaria.
Los gastos hormiga pueden causar endeudamiento personal o familiar y pérdida de la capacidad de ahorro o de acceso al crédito para atender necesidades humanas fundamentales, como la vivienda o la educación.

## Características
Entre algunas de las características de los gastos hormiga, sobresalen las siguientes:
- Son evitables o sustituibles por otros productos o servicios más rentables o económicos.[17]
- Son gastos cotidianos repetitivos, ya sean diarios, semanales o mensuales.[18]
- Suelen pasar desapercibidos o no se les da importancia por no ser contabilizados a conciencia.[19]
- Al ser sumados a fin de mes suelen generar una suma significativa que desequilibra las finanzas personales.[20][21]